# BeeSat-1
BeeSat-1 ou Berlin Experimental and Educational Satellite 1, est un nano-satellite CubeSat monobloc allemand géré par l'université technique de Berlin. Il a été conçu pour tester des systèmes destinés à être utilisés sur de futurs engins spatiaux, notamment une nouvelle conception de roue de réaction,. Il a également été utilisé comme station radioamateur et est équipé d'une petite caméra.
BeeSat-1 a été lancé à 06h21 UTC le 23 septembre 2009 par la fusée indienne PSLV numéro de série C14, volant dans la configuration Core Alone, ou PSLV-CA, depuis le Centre spatial de Satish Dhawan,. BeeSat-1 était une charge additionelle à bord de la fusée, qui avait la mission principal de déployer le satellite Oceansat-2. Cinq autres charges secondaires ont été embarquées à bord de la fusée : SwissCube-1, UWE-2, ITU-pSat1, Rubin 9.1 et Rubin 9.2,.
BeeSat-1 évolue sur une orbite héliosynchrone avec un apoapside de 723 kilomètres, un périapside de 714 kilomètres et 98,44 degrés d'inclinaison orbitale par rapport à l'équateur. Sa période de révolution est de 98,625 minutes. BeeSat-1 a été conçu pour fonctionner pendant au moins douze mois, et était toujours opérationnel en Decembre 2024 après des réparations de PistonMiner.
Les réparations de PistonMiner ont restauré la fonction de télémétrie et ont mené au téléchargement d'images produits par la caméra pour la première fois. Leurs travaux ont été présentés au 38e Chaos Communication Congress à Hambourg,.